# Jimmy Takeuchi
Jimmy Takeuchi (jap. ジミー 竹内, Jimī Takeuchi; eigentlich Wasaburō Takeuchi, jap. 竹内 和三郎, Takeuchi Wasaburō, * 29. Juni 1930; † 29. Dezember 2009) war ein japanischer Jazzmusiker (Schlagzeug), der sich auch als Bandleader in der Pop- und Unterhaltungsmusik hervortat.
Takeuchi arbeitete ab Mitte der 1950er-Jahre u. a. mit Shoji Suzuki; 1956 und 1958 war Mitglied der Swing Journal All-Stars. In den 1960er Jahren spielte er im Trio des Pianisten Kazuo Yashiro, ferner mit Masanaga Harada. Ab 1968 legte er mit seiner Band Jimmy Takeuchi & His Exciters bei Toshiba eine Reihe von Instrumental-LPs wie Drum Drum Drum: Pops Best 24 und 京都慕情 (Reflections in a Palace Lake) vor, die Coverversionen bekannter Pophits der Zeit enthielten. Eine weitere Produktion Takeuchis von 1971 enthielt Arrangements populärer Ventures-Titel (wie „Walk Don't Run“).
1970 nahm Takeuchi ein Album mit Teddy Wilson auf (Takeuchi & Wilson, Toshiba, mit Shōji Yokouchi und Masanaga Harada). In den 1970er-Jahren spielte er des Weiteren mit Yuzuru Sera, Mari Nakamoto, Kazuo Yashiro und Hidehiko Matsumoto. In dieser Zeit spielte er unter eigenem Namen  Alben wie Drum Drum Drum/Let's Swing!! (Toshiba (1976), mit Nobuo Hara), West Coast Jazz,  Live at Birdland, Jimmy's Jazz Shop (Toshiba, 1976), Jimmy's Jazz Friends (1978) sowie ein Album mit Elvis-Presley-Nummern (1977) ein. Mit den Schlagzeug-Kollegen George Kawaguchi, Donald Bailey und Shingo Okudaira nahm er das Album The Drum Battle (1977) auf. Im Bereich des Jazz war er zwischen 1956 und 1997 an 38 Aufnahmesessions beteiligt, zuletzt mit Martha Miyake.